# Cinéma hindi
Cet article concerne le cinéma en hindi. Pour le cinéma indien en général, voir Cinéma indien.
Le cinéma hindi, parfois surnommé Bollywood et anciennement cinéma de Bombay (Bombay cinema), désigne l'industrie du cinéma indien basée à Bombay, dont les films sont réalisés en hindi. Elle est l'industrie régionale la plus importante du cinéma indien en nombre de films réalisés. Ceux-ci, diffusés dans la majeure partie de l'Inde, s'exportent dans le monde entier, notamment en Asie du Sud-Est, en Afrique du Nord et au Moyen-Orient.
Bollywood entre en concurrence avec le cinéma américain et forge en langue anglaise un mot-valise composé de l'initiale B de « Bombay » ajoutée à « Hollywood ». En anglais, « bollywood » désigne également plusieurs espèces d'arbres de la famille des lauracées. En Occident, « Bollywood » est souvent utilisé pour désigner le cinéma indien en général.
Le genre cinématographique de Bollywood se caractérise généralement par la présence de plusieurs séquences chantées et dansées, sur fond de comédies musicales.
En Inde, le cinéma est bien plus qu'un art ou une industrie, c'est une culture, un art de vivre et il fait partie intégrante de la vie de nombreux Indiens, qui s'identifient aux acteurs (« héros ») et aux valeurs qu'ils diffusent[réf. nécessaire]. « C'est comme se brosser les dents », aurait déclaré l'acteur et producteur Shahrukh Khan, soulignant son côté incontournable.[Interprétation personnelle ?]

## Histoire

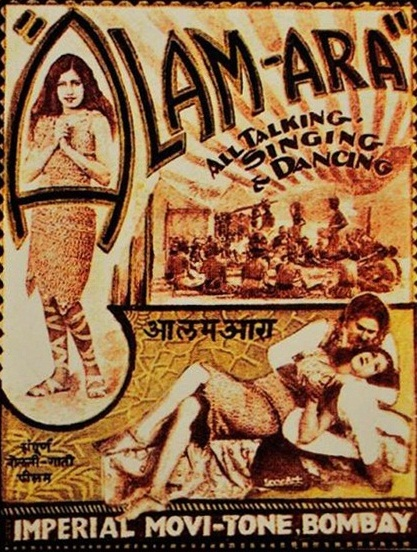
Affiche d'Alam Ara (1931).

### Cinéma muet
Dès le 7 juillet 1896, soit quelques mois après la première projection publique payante des frères Lumière au Salon indien du Grand Café de l'hôtel Scribe à Paris, Marius Sestier, leur assistant, présente au Watson's Hotel (en) à Bombay quelques-unes de leurs œuvres parmi lesquelles L'Arrivée d'un train en gare de La Ciotat et La Sortie de l'usine Lumière à Lyon. L'accueil du public à ces premières projections est enthousiaste et les salles sont combles.
À la suite de pionniers comme Harishchandra Sakharam Bhatavdekar (en), dont le film The Wrestlers (1899) est considéré comme le premier film indien tourné par un réalisateur indien, dans la première décennie du XXe siècle, Dadasaheb Phalke réalise Raja Harishchandra qu'il présente à Bombay le 3 mai 1913. Ce moyen-métrage, inspiré d'une histoire tirée du Mahabharata, est généralement considéré comme le premier film de cinéma indien. Il rencontre beaucoup de succès mais pendant quelques années, Dadasaheb Phalke, installé à Nashik au sud de Bombay, reste presque le seul réalisateur du sous-continent.
La production cinématographique augmente significativement au tournant des années 1920 grâce à l'émergence de studios de cinéma tels que Kohinoor, Imperial puis Ranjit Films à Bombay, mais aussi Madan Theatres à Calcutta. Les thèmes abordés se diversifient avec l'apparition de sujets plus modernes s'éloignant de l'inspiration mythologique ou religieuse qui prévalait alors. Un véritable star-system se met également en place avec des vedettes telles que Sulochana ou Gohar.
Le cinéma est muet mais la musique se fait entendre. Les projections sont accompagnées par un orchestre qui couvre le bruit du projecteur et permet aux spectateurs de retrouver l'ambiance familière du théâtre. Dès 1921, Bhakta Vidur dispose même d'une bande originale jouée en direct ainsi que d'une chanson interprétée pendant la représentation et reprise en chœur par le public. Des danses sont également présentées dans le cinéma muet des années 1920. Une danse particulière de Sulochana dans Madhuri (1928) est ainsi tellement populaire qu'elle est retenue pour être sonorisée en 1930.

### Le premier âge d'or

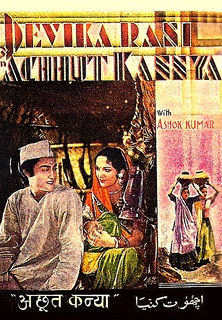
Affiche d'Achhut Kanya (1936).

Le premier long-métrage indien parlant, Alam Ara, produit et réalisé par Ardeshir Irani, est projeté au cinéma Majestic de Bombay le 14 mars 1931. C'est un grand succès qui jette les bases du format cinématographique spécifiquement indien où les séquences chantées et dansées sont d'une importance capitale. Les acteurs se doivent donc de chanter, ce qui propulse au firmament des acteurs-chanteurs comme K. L. Saigal ou un peu plus tard Noor Jehan. Des courtisanes chanteuses telles que Jaddan Bai, Ratan Bai ou Jehanera Kajjan deviennent actrices. Dans le même temps, les actrices-danseuses telles qu'Azurie ou Sitara Devi font leur apparition aux génériques. L'invention du playback en 1935 à l'occasion du tournage de Dhoop Chhaon favorise l'émergence de chanteurs professionnels et va permettre à des acteurs avec peu de voix tels que Raj Kappor et Nargis d'entamer une carrière dès le début des années 1940.
La langue parlée et chantée dans Alam Ara est l'hindi. Ce sera le cas pour 24 des 28 films parlants produits en 1931. Les autres langues régionales indiennes percent peu à peu dans les années qui suivent, mais l'hindi reste largement dominant. Ainsi, au moment de la partition, en 1947, 185 des 280 films produits cette année-là sont en hindi. Dans le même temps, les années 1930 voient les studios qui avaient fait les belles heures du cinéma muet s'effondrer et de nouveaux studios apparaître. Kohinoor, Madan Theatres, Imperial et d'autres ferment leurs portes tandis que Bombay Talkies, Prabhat ou New Theatres émergent. Au tournant des années 1940, la production des films en hindi se concentre à Bombay.
La révolution technique du parlant est à l'origine d'un tel renouveau de créativité qu'on appelle parfois la décennie des années 1930 le premier âge d'or du cinéma indien. Le parlant permet d'aborder des sujets plus profonds et parfois même militants. Les spectateurs pourront ainsi pleurer à l'amour impossible de Devdas (1935), s'émouvoir du sacrifice de la jeune fille intouchable dans Achhut Kanya (1936) ou s'interroger sur le sens de la justice dans Pukar (1939). Cette époque est aussi celle de l'apparition d'une nouvelle génération d'actrices comme Durga Khote, Devika Rani ou Leela Chitnis. Les acteurs ne sont pas en reste avec K. L. Saigal, Ashok Kumar ou Sohrab Modi.
En 1937, Ardeshir Irani réalise le premier film en couleur en hindi, Kisan Kanya, suivi par Mother India en 1938. Malgré le succès de ces films, la couleur met du temps à s'imposer avant les années 1950.
Très vite, des dynasties se mettent en place, comme celles des Kapoor ou des Mukherjee.

Évolution de la production de Bollywood dans les deux premières décennies du parlant.

### Le deuxième âge d'or
Au lendemain de la Partition, de nouveaux visages émergent sur les écrans, dont certains viennent de Lahore. La période allant des années 1940 aux années 1960 correspond à l'âge d'or du cinéma de Bollywood avec notamment les films de Guru Dutt, l'Orson Welles indien : Pyaasa (1957), Kaagaz ke pool (1959), ou ceux de Raj Kapoor appartenant à la dynastie des Kapoor (surnommé « The showman ») : Awaara (1951), ou encore de Dilip Kumar (« The tragedy king »).
Les acteurs en vogue à l'époque sont alors Dev Anand, Dilip Kumar et Raj Kapoor et les actrices Nargis, Meena Kumari, Nutan et Madhubala. Durant cette époque, les actrices s'habillent plutôt à l'occidentale et la qualité scénaristique est reconnue à travers le monde. Le film La Ville basse (Neecha Nagar) gagne par exemple le Grand prix du Festival de Cannes en 1946.
À partir des années 1960, les mélodrames laissent place aux romances et aux films d'action avec des films culte comme Sangam, évoquant le « triangle amoureux » (Raj Kapoor), ou encore un peu plus tard des acteurs comme Rajesh Khanna, considéré comme la première « superstar » du cinéma indien, et Dharmendra, le « he-man ». Les années 1970-1980 voient paraître nombre de films noirs et à message politique avec notamment des films comme Deewar (1975), où l'on voit la consécration d'Amitabh Bachchan, qui incarne le jeune homme révolté (« angry young man »), ou Manoj Kumar, tiraillé entre l'amour de son pays et ses conditions de vie miséreuses (faible insertion dans le monde du travail et ce, malgré les diplômes) dans Roti Kapada Aur Makaan (1974).
Il y a aussi des romances d'adolescents comme avec Bobby, une comédie sentimentale dans laquelle de jeunes amoureux se battent contre l'opposition de leur famille. Ce film ouvre aussi la voie à un cinéma plus sensuel, où la sexualité est toujours implicite (en raison de la censure), mettant en scène des actrices filmées dans des poses suggestives.
Durant les années 1980 et au début des années 1990, on constate un déclin de la qualité scénaristique.
Puis dans les années 1990, des comédies romantiques et familiales reprennent le dessus, comme Hum Aapke Hain Koun...! (1994) et Dilwale Dulhania Le Jayenge (1995), introduisant une nouvelle génération d'acteurs tels Aamir Khan, Salman Khan, Shahrukh Khan et Akshay Kumar, et d'actrices telles Sridevi, Madhuri Dixit, Juhi Chawla, Kajol, Raveena Tandon, Manisha Koirala, Urmila Matondkar et Karishma Kapoor.
Les années 2000 correspondent à une occidentalisation et une mondialisation de Bollywood, qui retrouve ainsi l'aura de son âge d'or. De grandes sociétés de productions telles Yash Raj Films et Dharma Productions se lancent à la conquête du marché mondial avec des films « d'exportation » comme La Famille indienne (2001) de Karan Johar, Lagaan (2001) d'Ashutosh Gowariker et Devdas (2002) de Sanjay Leela Bhansali, qui marquent le retour des mélodrames que le public occidental apprécie.
Le cinéma indien a évolué avec son temps, mais aussi avec le contexte politique. Dans les années 1980, la censure est devenue plus affirmée et les petites tenues sont devenues ainsi plus rares et l'« hindouïté » plus présente.

## Conventions du genre

### Musique
Les films, tournés en hindi, s'apparentent aux films musicaux voire à la comédie musicale. Ils comportent en effet généralement des clips musicaux, chantés (playback) et dansés, dont l'un est particulièrement soigné et osé (l'item number).
La musique filmi a ses propres compositeurs attitrés, tels Rahul Dev Burman, Jatin Lalit, Anu Malik, Madan Mohan, A. R. Rahman et Nadeem-Shravan. Le style est un mélange de musique indienne et occidentale. Elle s'accorde avec précision au scénario et est toujours préenregistrée par des chanteurs de playback professionnels très prisés (tels Lata Mangeshkar, sa sœur Asha Bhosle, Mukesh, Mohammed Rafi, Sunidhi Chauhan, Geeta Dutt, Kishore Kumar, Udit Narayan, Sonu Nigam, Sukhwinder Singh, Kumar Sanu et Alka Yagnik et Shreya Ghoshal). Les acteurs, à quelques exceptions notables, se contentent de mimer le chant.
Certains acteurs chantent parfois eux-mêmes. C'est le cas par exemple d'Amitabh Bachchan dans Silsila ou d'Aamir Khan dans Ghulam. La bande originale du film est le plus souvent réalisée et distribuée avant même le tournage, qui dépend d'ailleurs de son succès. Il y a très souvent alors des scènes tournées à l'étranger pour accompagner ces clips ; les Alpes suisses ou les plages des Seychelles en sont des thèmes récurrents, symbolisant le rêve, l'évasion et la richesse.
Une nouvelle génération de chanteurs de playback fait son apparition dans les années 2000 : Atif Aslam, Mohit Chauhan, Shankar Mahadevan, Shaan, K.K, Neeraj Shridar, Javed Ali, Tulsi Kumar, Alisha Chinoy, Shreya Ghoshal.
Beaucoup de compositeurs travaillent avec des paroliers attitrés tels Javed Akhtar, Gulzar ou Sameer. Les chansons ont souvent des thèmes romantiques inspirés soit de la mythologie hindoue (Krishna, Radha ou autres figures), soit de la tradition moghole en ourdou empreinte de vocables arabo-persans.

### Danse

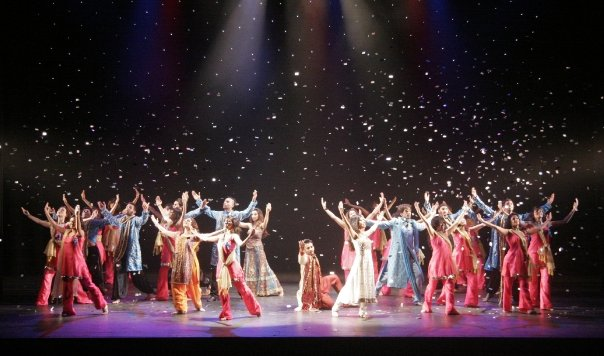
Spectacle de danse bollywood (Londres).

Les danses sont très variées. Il s'agit d'un mélange de genres qui s'inspirent à la fois de danses folkloriques et classiques comme le bhangra, le bharata natyam, les danses de courtisanes, le kathak classique, et le tawaif. Depuis les années 2000, le style chorégraphique a largement évolué et s'est imprégné de danses modernes occidentales (disco, salsa, hip-hop, break dance), qui se ressentent dans le rythme virevoltant de la danse indienne.
Contrairement à la danse indienne classique très codée, extrêmement rigoureuse et plus lente, la danse Bollywood est une danse rapide qui demande énormément de coordination dans les mouvements.
Le protagoniste ne danse jamais seul. Il est toujours accompagné d'une troupe ou d'un chœur de danseurs qui les accompagnent ce qui crée un effet de masse, accentué par un champ panoramique ou quelques extras qui viennent s'ajouter, quasiment à titre d'éléments du décor. Ces scènes sont très soignées et imposent souvent aux comédiens des changements multiples de costumes ou de lieux appelés picturisation.

### Script
Le script et les dialogues sont écrits en hindi courant. Cependant, au regard des nombreux peuples que composent l'Inde, la culture pendjabi est profondément présente dans le cinéma, notamment avec des réalisateurs comme Yash Chopra. Depuis, une vingtaine d'années, le « hinglish » (contraction d'hindi et d'anglais) a une place considérable.

### Scénario
Les scénarios de films de Bollywood sont, comme les chansons, parfois inspirés de succès de Hollywood. Le cinéma de Bollywood est riche. Cependant, il arrive que quelques producteurs préfèrent une adaptation à l'indienne d'un thème déjà éprouvé par le box-office dans d'autres cinémas : coréens, américains. Les économies budgétaires ont souvent provoqué des plagiats assez importants que couvraient le laxisme des lois indiennes et l'absence de contrat écrit en la matière. Cette propension à copier était d'autant plus usitée auparavant que la plupart des Indiens ignoraient tout des films ou musiques produits à l'étranger et que bon nombre de scénarios étaient remaniés lors du tournage. Certains y voient un effet impondérable de la mondialisation.
Les films de Guru Dutt sont renommés pour leurs qualités scénaristiques. Son film Pyaasa a été classé parmi les 100 meilleurs films de tous les temps par le magazine américain Time en mai 2005.Voir la liste complète.

### Distribution
Bollywood emploie des gens de tous les horizons, venus de toutes parts de l'Inde. Nombre de mannequins y trouvent une seconde carrière après avoir remporté un prix international (quelques Miss Monde notamment). Quelques Occidentaux y sont aussi employés car les films comportent de plus en plus de scènes tournées à l'étranger, en Suisse et au Royaume-Uni notamment (où la nombreuse diaspora indienne est un public choyé), en Australie (Salaam Namaste), aux États-Unis (Kurbaan, London Dreams), en Italie (Bachna Ae Haseeno), en Thaïlande (Badmaash Company), en Turquie (Guru, Ajab Prem Ki Ghazab Kahani). Ils y jouaient auparavant des rôles ridicules, mais désormais une nouvelle tendance leur donne des rôles titres comme dans les films Rang De Basanti, Kinna : The Warrior Poet, Lagaan et Mangal Pandey: The Rising[réf. nécessaire].
La présence d'une star avérée est nécessaire au succès d'un film et plus il y en a plus le film a des chances de succès[réf. nécessaire]. L'obtention de ces places en or est souvent réservée à certains membres d'une même famille : les dynasties de Bollywood, qui se sont érigées en empires financiers. Toutefois, certaines figures reconnues ne doivent qu'à elles-mêmes leur succès tels Dharmendra, Hema Malini, Govinda, Amitabh Bachchan, Shahrukh Khan, Akshay Kumar, Jeetendra par exemple.

## Influences
On peut trouver six influences majeures ayant contribué à l'élaboration du cinéma de Bollywood :
- les anciens textes épiques du Mahabharata et du Ramayana, dont la structure narrative (étalonnée en maintes histoires parallèles) est souvent reproduite (Khal Nayak et Gardish en sont des exemples).
- les anciens drames en sanskrit (Natya Shastra), combinant musique et danse indiennes.
- les théâtres folkloriques indiens ayant succédé aux précédents au Xe siècle (Yatra du Bengale, Ramlila de l'Uttar Pradesh, Terukkuttu du Tamil Nadu).
- le théâtre parsi, particulièrement représenté à Bombay, et comprenant lui aussi musique et danse mêlées à des éléments réalistes et fantastiques, dont la narration a tout du spectacle et qui est du genre mélodrame.
- le cinéma d'Hollywood dont les comédies musicales furent célèbres dans les années 1920-1950, les réalisateurs indiens privilégiant l'aspect fictionnel, tandis qu'à Hollywood, la vraisemblance est primordiale.
- les chaînes musicales de télévision câblées telle MTV, dont les techniques mises en œuvre pour les clips vidéos ont été généralisées dans les films depuis les années 1990 (Bombay)

Inversement, le cinéma de Bollywood influence et contribue au renouveau du film musical, avec notamment des réalisateurs occidentaux tel Baz Luhrmann dont le film Moulin Rouge (2001) en est directement inspiré ; on retrouve cette influence au sein de la diaspora indienne, ainsi le film Coup de foudre à Bollywood de la réalisatrice britannique Gurinder Chadha ou encore Bollywood Hollywood réalisé par la canadienne Deepa Mehta. One Dollar Curry du réalisateur indien à Paris, Vijay Singh, donne aussi un petit clin d'œil au cinéma de Bollywood.
Le film Lagaan (2001) a été nommé aux Oscars du cinéma (Best Foreign Language Film), tandis que Devdas (2002) et Rang De Basanti (2006) ont été nominés aux BAFTA (Best Foreign Language Film).
Danny Boyle, dont le film Slumdog Millionaire (2008) a gagné de nombreux prix internationaux, s'inspire aussi des films de Bollywood. La présence de stars de Bollywood à la distribution contribue à assurer la confusion avec un film issu de Bollywood, tout en leur rendant hommage.

## Production
La production de Bollywood tourne actuellement autour de 200 films par an,, alors que l'Inde produit environ 1 200 films par an toutes langues confondues.
Lorsque le cinéma de Bollywood n'était pas connu hors de l'Inde, de nombreux films ont été exploités sans tenir compte de la propriété industrielle. Actuellement, en raison de leur visibilité accrue et de l'augmentation de leur public potentiel, quelques films de Bollywood commencent à avoir des budgets plus importants, leur permettant d'employer des décors naturels lointains et dispendieux comme Hatfield House et le Palais de Blenheim au Royaume-Uni.
De grands studios commencent à émerger, comme ceux de Film City et de Yash Raj Films. Les financements proviennent essentiellement d'investisseurs privés et de plus en plus souvent d'acteurs qui fondent leurs propres maisons de production à l'image de Shahrukh Khan, Juhi Chawla ou Ashutosh Gowariker. En 2001, le Central Bureau of Investigation, l'agence nationale de la police de l'Inde, a saisi toutes les copies de Chori Chori Chupke Chupke lorsqu'il s'est avéré que le film avait été financé par la pègre de Bombay.
Une tendance récente voit de plus en plus d'associations entre des compagnies américaines (Disney, Warner, etc.) et indiennes, dans le but de produire ou distribuer des films grand public.
Un autre problème de Bollywood est le piratage de ses films. Les DVD piratés sont souvent disponibles sur le marché en même temps que le film en salle ; les films sont réencodés - bonus supprimés - pour en mettre deux sur un même support, moyennant une baisse de qualité.
Le cinéma indien coûte moins cher que celui d'Hollywood. Les budgets des films de Bollywood restent peu onéreux avec très peu de films dépassant les 20 millions de dollars. En comparaison, une grosse production américaine peut dépasser 200 millions de dollars.

## Diffusion
Les films de Bollywood sont naturellement diffusés à grande échelle en Inde mais aussi à l'île Maurice, aux Comores, au Bangladesh, au Népal, en Afghanistan et au Sri Lanka.
Au Pakistan, Bollywood a un succès assez mitigé à cause de la tension politique entre les deux pays. C'est surtout dans les films de guerre que Bollywood pousse l'anti-Pakistan à l'extrême et ces films n'ont aucun succès et sont victimes de boycott, censure ou piratage. Mais généralement les autres catégories de films comme les comédies familiales, romances, etc., ont un certain succès.
Les pays voisins de l'Inde, surtout le Pakistan et Bangladesh, partageant à peu près la même culture, voire la même langue, les films bollywoodiens sont plébiscités et ils sont parfois tournés sur place (Dharmatma, Kabul Express, Khuda Gawah et Escape from Taliban se déroulent en Afghanistan). Les affiches des films sont encore faites à la main par des artistes peintres.
Les pays arabes d'Afrique du Nord et du Moyen-Orient sont aussi de gros consommateurs depuis plus de trente ans, car les films indiens sont censurés et se rapprochent du mode de vie des Musulmans modérés, alors que les productions de Hollywood sont boycottées car impudiques. En Israël aussi Bollywood progresse grâce aux touristes israéliens se rendant en Inde et sensibilisés à sa culture. En Turquie et en Iran, il y a également une forte demande, toujours pour des raisons de cohérence sociale, mais aussi afin de pallier les productions américaines. Par ailleurs, ces pays aux vastes dimensions passent et repassent les films dans les autocars.
En Chine, les films en hindi eurent un grand succès dans les années 1950 et Raj Kapoor y était une star. Puis il y eut un long déclin avant le retour en force grâce à Lagaan en 2001.
Nombre de pays africains bénéficient aussi de la diffusion des films de Bollywood grâce à des distributeurs libanais. L'Égypte, le Nigeria, le Tchad, la Somalie ou l'Éthiopie sont un grand marché où les films en hindi tiennent l'affiche durant des décennies. Bien des films sont tournés en Afrique du Sud tel Padmashree Laloo Prasad Yadav (2005), aux Seychelles ou à l'île Maurice (Dil Jo Bhi Kahey, 2005).
En Russie et dans les pays de l'Est, Bollywood a longtemps été une alternative aux productions de Hollywood interdites. La neutralité politique des films indiens est appréciée ainsi que leur caractère familial. L'actrice russe Kseniya Ryabinkina est spécialement recrutée pour tourner dans Mera Naam Joker, une réalisation de 1970 de Raj Kapoor adulé en Russie, afin de nouer davantage de liens entre les deux pays. À partir de la Guerre froide jusqu'à la chute du régime soviétique, une vingtaine de films indiens est importée tous les ans ; doublés, ils rassemblent 55 à 60 millions de spectateurs annuellement. Certains deviennent d'énormes succès populaires tels Awaara (Raj Kapoor, 1954) avec 63 millions d'entrées ou Disco Dancer (Babbar Subash, 1982) avec 60 millions de spectateurs. Si la fin de l'ère soviétique signe l'arrêt des projections en salle, dans les années 2010, une chaine de télévision spécialisée, India TV, réunit près de 40 millions de téléspectateurs, des festivals de cinéma indien rencontrent un certain succès et des accords commerciaux ambitionnent de relancer la diffusion des films indiens sur le sol russe.
Grâce à l'importante diaspora indienne, les films de Bollywood sont appréciés au Canada et aux États-Unis, où ils représentent le second marché derrière les films en anglais. Nombre de films récents y ont été tournés.
Il en va de même au Royaume-Uni, où les films de Bollywood sont parmi les plus regardés. L'Allemagne, la Suisse, la France et la Scandinavie sont aussi des pays où la passion pour Bollywood émerge très rapidement ; nombre de films indiens y sont également tournés.
Bollywood a du mal à s'implanter en Amérique du Sud à part au Brésil et en Océanie, à part aux Fidji. Des films tournés récemment en Australie tels Salaam Namaste (2005), Heyy Babyy (2007), Chak De! India (2007) et Singh Is Kinng (2008) ont toutefois favorisé le développement de ce marché.
En raison d'un attrait grandissant vis-à-vis du cinéma indien, Netflix a lancé plusieurs séries au niveau mondial : Sacred Games d'Anurag Kashyap avec Nawazzudin Siddiqui et Saif Ali Khan ou encore Les Histoires sensuelles (Lust Stories).

## Box-office
Les films ayant recueilli les recettes les plus importantes au cours de ces dernières années :
- 2013 : Chennai Express - Dhoom 3 - Krrish 3 - Yeh Jawaani Hai Deewani - Ram-Leela
- 2012 : Ek Tha Tiger - Dabangg 2 - Jab Tak Hai Jaan - Agneepath - Rowdy Rathore
- 2011 : Bodyguard - Ready - Ra.One - Don 2 - Singham - Zindagi Na Milegi Dobara
- 2010 : Dabangg - Raajneeti - Golmaal 3 - Housefull - My Name Is Khan
- 2009 : 3 Idiots - Ajab Prem Ki Ghazab Kahani - Love Aaj Kal - Wanted - Wake Up Sid
- 2008 : Ghajini - Rab Ne Bana Di Jodi - Singh Is Kinng - Race - Jodhaa Akbar
- 2007 : Welcome - Om Shanti Om - Taare Zameen Par - Guru - Chak De ! India
- 2006 : Dhoom 2 - Krrish - Lage Raho Munna Bhai - Fanaa - Rang De Basanti
- 2005 : Bunty Aur Babli - Garam Masala - Bluffmaster - Mangal Pandey - Salaam Namaste
- 2004 : Veer-Zaara - Main Hoon Na - Dhoom - Lakshya - Hum Tum
- 2003 : Koi... Mil Gaya - Kal Ho Na Ho - Baghban - Chalte Chalte - The Hero
- 2002 : Devdas - Kaante - Aankhen - Company - Deewangee
- 2001 : Gadar : Ek Prem Katha - Kabhi Khushi Kabhie Gham - Lagaan - Ajnabee
- 2000 : Kaho Naa… Pyaar Hai - Mohabbatein - Mission Kashmir - Josh - Refugee

#### En français
- Julien Rousseau, Hélène Kessous et Laure Bataillou, Bollywood Superstars: histoire d'un cinéma indien, France Muséums Kaph Books Department of Culture and Tourism, 2023 (ISBN 978-614-8035-51-7)
- Emmanuel Grimaud, Bollywood Film Studio ou comment les films se font à Bombay, CNRS, 2003, 92 p.  (ISBN 978-2271061836)
- Virginie Broquet, Pierre Polomé, Bollywood : Dans les coulisses des Film Cities, Éditions du Rouergue, 2005, 111 p.  (ISBN 978-2841566372)
- Camille Deprez, Bollywood : Cinéma et mondialisation, Presses Universitaires du Septentrion, 2010, 252 p.  (ISBN 978-2757401545), lire en ligne
- Ophélie Wiel, Bollywood et les autres : Voyage au cœur du cinéma indien, Buchet-Chastel, 2011, 223 p.  (ISBN 978-2283024393)
- Emmanuel Grimaud et Kristie Gormley (dir.), Le cinéma indien / Indian Cinema, 2008, Lyon, Asieexpo éditions, 368 pages (et 1 DVD)  (ISBN 978-2-95-280-182-9)

#### En anglais
Dancing as a Ritual in Bollywood by Panoramic Ripples
- (en) Nasreen Munni Kabir, Bollywood: The Indian Cinema Story, Channel 4 Books, 2001, 256 p.  (ISBN 978-0752219431)
- (en) Vijay Mishra, Bollywood Cinema: Temples of Desire, Routledge Film Guidebooks, 2002, 320 p.  (ISBN 978-0415930154)
- (en) Jigna Desai, Beyond Bollywood: The Cultural Politics of South Asian Diasporic Film, Routledge Film Guidebooks, 2004, 296 p.  (ISBN 978-0415966856)
- (en) Jitendra Kothari, Dinesh Raheja, Indian Cinema: The Bollywood Saga, Roli Books, 2004, 156 p.  (ISBN 978-8174362858)
- (en) Subhash K. Jha, The Essential Guide to Bollywood, Reprint, 2005, 176 p.  (ISBN 978-8174363787)
- (en) Stephen Alter, Fantasies of a Bollywood Love Thief: Inside the World of Indian Moviemaking, Mariner Books, 2007, 272 p.  (ISBN 978-0156030847)
- (en) Anna Morcom, Hindi Film Songs and the Cinema, Ashgate Publishing, 2007, 281 p.  (ISBN 978-0754651987)
- (en) Deborah Barretto, Gurbir Jolly, Zenia Wadhwani, Once Upon a Time in Bollywood: The Global Swing in Hindi Cinema, Tsar Publications, 2007, 200 p.  (ISBN 978-1894770408)
- (en) Mihir Bose, Bollywood: A History, Tempus, 2008, 388 p.  (ISBN 978-0752443829)
- (en) Sangita Gopal, Sujata Moorti, Global Bollywood: Travels of Hindi Song and Dance, University of Minnesota Press, 2008, 352 p.  (ISBN 978-0816645787)
- (en) Jeremy Pinto, Sheena Sippy, Bollywood Posters, Thames & Hudson, 2009, 216 p.  (ISBN 978-0500287767)
- (en) Tejaswini Ganti, Producing Bollywood: Inside the Contemporary Hindi Film Industry, Duke University Press Books, 2012, 440 p.  (ISBN 978-0822352136)
- (en) Tejaswini Ganti, Bollywood: A Guidebook to Popular Hindi Cinema, Routledge Film Guidebooks, 2013, 288 p.  (ISBN 978-0415583886)
- (en) Aswin Punathambekar, From Bombay to Bollywood: The Making of a Global Media Industry, New York University Press, 2013, 266 p.  (ISBN 978-0814729496)
- (en) Rachel Dwyer, Bollywood's India: Hindi Cinema as a Guide to Contemporary India, Reaktion Books, 2004, 272 p.  (ISBN 978-1780232638)
- (en) Priya Joshi, Bollywood's India: A Public Fantasy, Columbia University Press, 2015, 216 p.  (ISBN 978-0231169615)

#### Autres langues
- (es) Aruna Vasudev, Alberto Elena, El sueno de Bollywood / Bollywood Dream: Cine Contemporaneo De La India / Contemporary Cinema in India, T&B Editores, 2003, 76 p.  (ISBN 978-8495602442)
- (de) Shashi Tharoor, Peter Knecht, Bollywood, Insel Verlag Gmbh, 413 p.  (ISBN 978-3458173120)
- (de) Jonas Lobgesang, Tanz im Bollywood-Kino, Grin Verlag Gmbh, 2009, 30 p.  (ISBN 978-3640238606)
- (de) Kathrin Rosi Würtz, Bollywood zwischen Erlebniswelt und interkultureller Imagination, Bod, 2009, 198 p.  (ISBN 978-3837073195)
- (de) Birgit Fritz, Bollywood in Deutschland: Vermarktungschancen der indischen Mainstreamfilme in Deutschland, AV Akademikerverlag, 2013, 140 p.  (ISBN 978-3639414189)
- (de) Natalie Tenberg, Bollywood und Rübenkraut: Geschichten von meiner deutsch-indischen Familie, Heyne Taschenbuch, 2013, 223 p.  (ISBN 978-3453602625)

### Documentaires
- (en) Rakeysh Omprakash Mehra, Jeff Zimbalist, Bollywood, The Greatest Love Story Ever Told, UTV Motion Pictures, 2001 (81 minutes; Info)
- le JT, le Studio avec la participation de “Kamel Bent Tech” , lieu du siège de production : FRHJ+WC Menlo Park, Californie, États-Unis